# Fire + Water (Lost)
"Fire + Water" (da. titel Ild og vand) er det 36. afsnit af tv-serien Lost. Episoden blev instrueret af Jack Bender og skrevet af Edward Kitsis & Adam Horowitz. Det blev første gang udsendt 25. januar 2006, og karakteren Charlie Pace vises i afsnittets flashbacks.

## Handling
I flashbacks, Charlie genoplever sine problemer med hans bror og bandet. Hurley begynder at syntes Libby er attraktiv og forbindelsen mellem Jack og Ana Lucia vokser. Charlie, der føler sig isoleret fra Claire og babyen, ser til mens Mr. Eko følger sin vejledning.   